# Gábor Benedek
Pour les articles homonymes, voir Benedek.
Gábor Benedek (né le 23 mars 1927 à Tiszaföldvár) est un pentathlonien hongrois. 

## Carrière
Il fait partie de l’équipe hongroise de pentathlon moderne qui a gagné une médaille d’or aux Jeux olympiques d'été de 1952 à Helsinki ; il est également lors de ces Jeux médaillé d'argent de l'épreuve individuelle.
Il remporte ensuite la médaille d'or individuelle des Championnats du monde de pentathlon moderne 1953 à Santo Domingo et la médaille d'or par équipe aux Championnats du monde de pentathlon moderne 1954 à Budapest.
Il dispute les Jeux olympiques d'été de 1956 à Melbourne, terminant quatrième de l'épreuve par équipe et sixième de l'épreuve individuelle.